# 苏尚礼
苏尚礼（1933年2月—2020年8月23日），男，回族，宁夏同心人，中国政治人物，宁夏回族自治区总工会原主席。

## 生平
1933年2月生于宁夏省同心县韦州镇。1949年后在同心县从事政治宣传工作。文化大革命期间受到迫害，被集训、群专、下放生产队、农场劳动。1975年，调任同心扬水工程指挥部物资供应处负责人兼汽车队队长，负责物资供应和运输任务。1978年底，调任宁夏水利制管厂厂长。1983年任宁夏回族自治区水利厅党委副书记，1985年升任书记。1988年当选宁夏回族自治区总工会主席。1993年，当选宁夏回族自治区政协常委、法治委员会主任委员。
他是中国共产党宁夏回族自治区第六届委员会委员（1988年－1993年），中华全国总工会第十一届执行委员会委员（1988年－1993年），政协宁夏回族自治区第六届委员会常务委员（1993年－1998年）。
1998年7月离休。2020年8月23日4时52分在银川逝世。